# 鶴崎城
鶴崎城（つるさきじょう）は、大分県大分市鶴崎にあった日本の城。大友氏家臣の吉岡氏の居城であった。

## 概要
室町時代後期に、大友義鑑・大友義鎮（宗麟）に仕えた吉岡長増（宗歓）によって築城されたと伝えられている。天正14年（1586年）の島津氏の豊後侵攻の際に、長増の子・鑑興の妻であった妙林尼が智謀を用いて籠城を続けたことで有名。
江戸時代に入ると、鶴崎は熊本藩の所領となり、この城は廃城とされた。跡には熊本藩鶴崎御茶屋が置かれ、豊後国内の熊本藩所領の統治にあたった。熊本藩主が参勤交代で江戸へ向かう際には熊本城から鶴崎御茶屋へ入り、鶴崎から海路で大坂へ向かっていた。
近年、大分市立鶴崎小学校、大分県立大分鶴崎高等学校の校地から遺構が発見されており、大野川と乙津川に挟まれた水上交通に利便な地にあったことが確認されている。

## 関連作品
- 赤神諒『妙麟』（光文社、2019年7月17日）ISBN978-4334912963（鶴崎城防衛戦を題材とする小説）